# RIZIN.45
にゃんこ大戦争 presents RIZIN.45（にゃんこだいせんそう・プレゼンツ・ライジン・フォーティーファイブ）は、日本の総合格闘技団体「RIZIN」の大会の一つ。
2023年12月31日に埼玉県さいたま市さいたまスーパーアリーナで開催された。

## 概要
9回目を迎えた大晦日大会。ダブルタイトルマッチとして、メインイベントで超RIZIN.2のBellator世界フライ級王座決定戦で行われるもノーコンテストとなった堀口恭司と神龍誠が新設されたRIZINフライ級王座決定戦にて再戦し、堀口が2R一本勝ちを収め、初代王座獲得とRIZIN初の2階級制覇に成功。超RIZIN.2で出場予定であった朝倉海が王者フアン・アーチュレッタに挑戦するセミファイナルのRIZINバンタム級タイトルマッチでは、アーチュレッタが前日計量で規定体重2.8kg超過により王座剥奪される事態となり、試合1時間前計量68.0kg契約、アーチュレッタにレッドカード（50%減点）提示の変則ルールに変更して試合を行った結果、朝倉が2RKO勝ちを収め、王座獲得に成功した。
また、キックボクシング出身でMMA挑戦の那須川龍心がシン・ジョンミン、芦澤竜誠が太田忍、皇治が三浦孝太、安保瑠輝也が久保優太とそれぞれ対戦し、那須川と皇治がデビュー戦勝利を収めた。クレベル・コイケと斎藤裕によるRIZINフェザー級元王者対決はクレベルが3R一本勝ちで再起に成功。山本美憂が引退マッチとして現RIZIN女子スーパーアトム級王者伊澤星花とノンタイトルで対戦し、伊澤が2R一本勝ちを収めたのち、山本の引退セレモニーが行われた。
第13試合終了後、榊原信行CEOからRIZIN LANDMARK 8に加え、2024年にRIZIN.46、RIZIN.47が開催されることが発表され、それら3大会の一部対戦カードも発表された。また、ボクシング世界6階級制覇王者のマニー・パッキャオがリングに上がり、ボクシング世界5階級制覇王者フロイド・メイウェザーと2024年に再戦する方向に進んでいることが発表された。
開催10日前の2023年12月21日に高田延彦キャプテンがRIZINを離脱することを発表したため、オープニングの演出が若干変更された。
なお、今大会はナンバーシリーズとしてRIZIN.40以来1年ぶりに冠スポンサーの付く大会となった。
地上波では2024年1月25日夜8時55分から夜9時55分まで三重テレビ放送で録画放送された。

## 対戦カード
第1試合 MMAルール 61.0kg契約ワンマッチ 5分3R
×  YUSHI vs.  平本丈 ○
3R終了 判定0-3
第2試合 MMAルール 54.0kg契約ワンマッチ 5分3R
○  那須川龍心 vs.  シン・ジョンミン ×
2R 2:16 TKO（グラウンドパンチ）
第3試合 キックボクシングルール 60.0kg契約ワンマッチ 3分3R 
○  篠塚辰樹 vs.  冨澤大智 ×
3R終了 判定3-0
第4試合 MMAルール 66.0kg契約ワンマッチ 5分3R
×  弥益ドミネーター聡志 vs.  新居すぐる ○
2R 1:03 KO（右ストレート）
第5試合 MMA特別ルール 70.0kg契約ワンマッチ 5分2R
○  久保優太 vs.  安保瑠輝也 ×
1R 4:28 リアネイキッドチョーク
第6試合 MMAルール 57.0kg契約ワンマッチ 5分3R
×  新井丈 vs.  ヒロヤ ○
2R 2:53 TKO（スタンドパンチ）
第7試合 MMAルール 77.0kg契約ワンマッチ 5分3R
○  イゴール・タナベ vs.  安西信昌 ×
1R 1:32 リアネイキッドチョーク
第8試合 MMA特別ルール 65.0kg契約ワンマッチ 5分2R
×  三浦孝太 vs.  皇治 ○
2R 0:59 TKO（サッカーボールキック）
第9試合 MMAルール 61.0kg契約ワンマッチ 5分3R
○  太田忍 vs.  芦澤竜誠 ×
1R 2:21 KO（グラウンドパンチ）
第10試合 MMAルール 61.0kg契約ワンマッチ 5分3R
×  元谷友貴 vs.  ヴィンス・モラレス ○
3R終了 判定0-3
第11試合 MMAルール 57.0kg契約ワンマッチ 5分3R
○  扇久保博正 vs.  ジョン・ドッドソン ×
3R終了 判定3-0
第12試合 MMAルール 120.0kg契約ワンマッチ 5分3R
×  スダリオ剛 vs.  上田幹雄 ○
2R 0:55 TKO（グラウンドパンチ）
第13試合 MMAルール 49.0kg契約ワンマッチ 5分3R
○  伊澤星花 vs.  山本美憂 ×
2R 0:37 リアネイキッドチョーク
第14試合 MMAルール 66.0kg契約ワンマッチ 5分3R
○  平本蓮 vs.  YA-MAN ×
3R終了 判定3-0
第15試合 MMAルール 66.0kg契約ワンマッチ 5分3R
○  クレベル・コイケ vs.  斎藤裕 ×
3R 1:22 ダースチョーク
第16試合 MMAルール 68.0kg契約 5分3R
RIZINバンタム級タイトルマッチ
×  フアン・アーチュレッタ vs.  朝倉海 ○
2R 3:20 TKO（グラウンドパンチ）
※朝倉が王座獲得に成功。第6代バンタム級王者となった。試合はアーチュレッタが前日計量で契約体重を2.8kgオーバーしたため王座剥奪の上で61.0kgから変更し、アーチュレッタが試合開始1時間前の計量で68.0kgをクリアしたため試合成立。朝倉が勝った場合のみ公式記録として裁定され、アーチュレッタにレッドカードによる減点（50％減）のペナルティが与えられた状態で行われた。
第17試合 MMAルール 57.0kg契約 5分3R
RIZINフライ級タイトルマッチ（初代フライ級王座決定戦）
○  堀口恭司 vs.  神龍誠 ×
2R 3:45 リアネイキッドチョーク
※堀口が王座獲得に成功。初代フライ級王者となりRIZIN初の2階級制覇達成。

### カード変更
カード変更は以下の通り。
- 安保瑠輝也 vs. 木村“フィリップ”ミノル→木村の薬物検査失格のため、久保が代役出場。